# Extreme Rules (2011)
Extreme Rules foi um evento de professional wrestling em formato de pay-per-view (PPV) produzido pela WWE, que aconteceu em 1° de maio de 2011 no St. Pete Times Forum em Tampa, Flórida. Este foi o terceiro evento sob o nome de Extreme Rules.
O evento também ficou marcado pelo discurso patriota feito por John Cena ao vivo após sua vitória na luta, anunciando ao público a  morte de Osama bin Laden, a qual ocorreu naquela mesma noite após uma operação americana conduzida por membros da SEAL Team Six.

## Antes do evento
Extreme Rules teve lutas de wrestling profissional de diferentes lutadores com rivalidades e storylines pré-determinadas que se desenvolveram no Raw, SmackDown e WWE Superstars — programas de televisão da WWE. Os lutadores interpretaram um vilão ou um mocinho seguindo uma série de eventos para gerar tensão, culminando em várias lutas.
No episódio do SmackDown de oito de abril, Teddy Long anunciou uma luta entre Christian e Alberto Del Rio, com o vencedor enfrentando Edge no Extreme Rules. Del Rio venceu, e enfrentará Edge em uma Ladder match pelo World Heavyweight Championship. No entanto, na segunda seguinte, Edge anunciou sua aposentadoria, dando futuro incerto à luta, que foi retirada do site oficial. No SmackDown, uma Battle Royal aconteceu para escolher o oponente de Del Rio na Ladder match pelo título, a qual foi vencida por Christian.
No WrestleMania XXVII, Michael Cole derrotou Jerry Lawler por desqualificação após interferência do juiz, Stone Cold Steve Austin. Duas semanas depois, Lawler enfrentou o treinador de Cole, Jack Swagger, com seu antigo parceiro de comentários Jim Ross ao seu lado. Lawler venceu a luta, podendo escolher a estipulação da luta entre ele e Cole no Extreme Rules. Irado pela derrota, Cole humilhou e estapeou Swagger. Lawler, então, decidiu que a luta seria uma tag team match entre ele e Ross contra Cole e Swagger.
No Raw de 11 de abril, o General Manager anônimo anunciou que John Cena, Randy Orton, John Morrison, R-Truth e Dolph Ziggler se enfrentariam em uma 5-Man Gauntlet match, onde o vencedor enfrentaria The Miz no Extreme Rules pelo WWE Championship. Os dois últimos homens foram Cena e Truth após um ataque de Miz e de seu aprendiz, Alex Riley, causando uma dupla desqualificação. O General Manager, então, decidiu que Miz enfrentaria ambos Cena e Truth em uma Triple Threat match. Na semana seguinte, no entanto, Morrison desafiou Truth para uma luta com a vaga do último na Triple Threat em jogo. Morrison venceu, ganhando seu lugar na luta que, mais tarde, foi anunciada como uma Steel Cage match.
No WrestleMania, Randy Orton derrotou CM Punk em uma luta onde o grupo de Punk, o Nexus, estava banido do ringue. No Raw de 18 de abril, Punk derrotou Orton. Foi anunciado no WWE.com que Orton e Punk se enfrentarão em uma Last Man Standing match no Extreme Rules.
Ainda no WrestleMania, Cody Rhodes derrotou Rey Mysterio em uma luta após Mysterio quebrar o nariz de Cody. No SmackDown de 22 de abril, foi anunciado que os dois se enfrentarão em uma Falls Count Anywhere match.

## Resultados
| Nº                                          | Resultados                                                               | Estipulações                                                           | Tempo |
| ------------------------------------------- | ------------------------------------------------------------------------ | ---------------------------------------------------------------------- | ----- |
| Dark                                        | Sin Cara derrotou Tyson Kidd                                             | Luta individual                                                        | N/A   |
| 1                                           | Randy Orton derrotou CM Punk                                             | Luta Last Man Standing                                                 | 20:08 |
| 2                                           | Kofi Kingston derrotou Sheamus (c)                                       | Luta de mesas pelo United States Championship                          | 9:09  |
| 3                                           | Michael Cole e Jack Swagger derrotaram Jerry Lawler e Jim Ross           | Luta Country Whipping de duplas                                        | 7:04  |
| 4                                           | Rey Mysterio derrotou Cody Rhodes                                        | Luta Falls Count Anywhere                                              | 11:43 |
| 5                                           | Layla derrotou Michelle McCool                                           | Luta sem contagem ou desqualificação, a perdedora deveria deixar a WWE | 5:24  |
| 6                                           | Christian derrotou Alberto Del Rio (com Ricardo Rodriguez e Brodus Clay) | Luta de escadas pelo vago World Heavyweight Championship               | 21:05 |
| 7                                           | Big Show e Kane (c) derrotaram Wade Barrett e Ezekiel Jackson            | Luta Lumberjack pelo WWE Tag Team Championship[a]                      | 4:15  |
| 8                                           | John Cena derrotou The Miz (c) e John Morrison                           | Luta Triple Threat em uma jaula de aço pelo WWE Championship           | 19:50 |
| (c) – Refere-se aos campeões antes da luta. |                                                                          |                                                                        |       |

a Os Lumberjacks eram: Heath Slater, Justin Gabriel, Santino Marella, Vladimir Kozlov, Evan Bourne, Titus O'Neil, Darren Young, Conor O'Brian, Jacob Novak, Byron Saxton, Lucky Cannon, Trent Barreta, Tyler Reks, The Usos (Jimmy e Jey), Primo, Yoshi Tatsu e David Hart Smith.